# Marmeleiro (Guarda)
Marmeleiro ist eine Gemeinde (Freguesia) im portugiesischen Kreis Guarda. In ihr leben 297 Einwohner (Stand 19. April 2021).